# HD 63454
HD 63454は、カメレオン座の方向に約123光年の距離にある、橙色の主系列星である。見かけの等級は9.37で、肉眼でみることはできない。周囲に太陽系外惑星が1つ発見されている。

## 特徴
| 太陽 | HD 63454  |
| ---- | --------- |
| 太陽 | Exoplanet |

HD 63454は、天の南極に近い位置に存在し、北緯12度以北の観測者からはみることができない。HD 63454は、スペクトル型がK4 Vと分類されるK型主系列星で、太陽よりも小さく、表面温度も光度も太陽より低い。年齢は10億年程度と推定される、寿命に比して若い恒星で、自転周期も約20日と比較的短く、そのため活動は活発で、それに伴い視線速度にも恒星に固有のふらつきがみられる。

## 惑星系
2005年、高精度視線速度系外惑星探査装置を用いた視線速度法による観測で、HD 63454の周りに1つのホット・ジュピターHD 63454 bが存在することが明らかになった。公転周期は2.82日、公転半径は0.04 auで、中心星から非常に近い位置を公転している。
| 名称 （恒星に近い順） | 質量      | 軌道長半径 （天文単位） | 公転周期 (日)       | 軌道離心率 | 軌道傾斜角 | 半径 |
| --------------------- | --------- | ----------------------- | ------------------- | ---------- | ---------- | ---- |
| b (Ibirapitá)         | > 0.25 MJ | 0.040                   | 2.818050 ± 0.000071 | 0.0        | —          | —    |

## 名称
2019年、世界中の全ての国または地域に1つの系外惑星系を命名する機会を提供する「IAU100 Name ExoWorldsプロジェクト」において、HD 63454とHD 63454 bはウルグアイ東方共和国に割り当てられる系外惑星系となった。このプロジェクトは、「国際天文学連合100周年事業」の一環として計画されたイベントの1つで、ウルグアイ国内での選考、国際天文学連合 (IAU) への提案を経て、太陽系外惑星とその母星に固有名が承認されるものであった。2019年12月17日、IAUから最終結果が公表され、HD 63454はCeibo、HD 63454 bはIbirapitáと命名された。Ceiboは、南米原産の木で、その花はウルグアイの国花とされるアメリカデイゴのこと。Ibirapitáは、ウルグアイで代表的な在来種の木で、建国の英雄ホセ・ヘルバシオ・アルティガスにちなんでのアルティガスの木 (árbol de Artigas) とも呼ばれる